# Lalo Maura
Lalo Maura (nacido en Chile y fallecido en Valencia, España) fue un actor, galán y bailarín cinematográfico y teatral chileno que hizo gran parte de su carrera en Argentina y España.

## Carrera
Maura fue un distinguido actor que brilló sobre todo durante la época dorada del cine argentino, como "partenaire" de las llamadas divas de los teléfonos blancos como Mirtha Legrand y Delfy de Ortega. También compartió escenas con eximias figuras como Roberto Escalada, Héctor Gagliardi, Roberto Airaldi, Augusto Codecá, Miguel Gómez Bao, Pablo Palitos, Miriam Sucre, entre otros.
Trabajó en decenas de films argentinos siendo los más destacados sus papeles en Cinco besos y La doctora Castañuelas. Además, en 1951, tuvo la oportunidad de filmar el film con coproducción Argentina, Brasil y Alemania, Mundo extraño, junto con actores de la talla de Angelika Hauff, Carlos Alexandre y Amalia Sánchez Ariño.
A mediados de los '50, Maura se radica en España, donde realiza una extensa carrera teatral cómica.

### Filmografía
- 1940: La justicia de Pancho Villa
- 1945: Cinco besos
- 1948: Porteña de corazón
- 1949: La otra y yo
- 1950: La doctora Castañuelas
- 1950: Al compás de tu mentira
- 1950: El cielo en las manos
- 1951: Mundo extraño
- 1951: Sombras en la frontera
- 1951: Volver a la vida
- 1952: Bárbara atómica[2]

### Teatro
Maura fue chansonnier dinámico, bailarín experto y muy buen actor dentro del género cómico dramático. En tablados nacionales bailo el famoso zapateo americano.
En 1945 trabajó en la obra  Madame 13 en el Teatro Maipo de Buenos Aires, con Elena Lucena, Francisco Charmiello, Lita Enhart, Alberto Closas, Homero Cárpena y Nelly Darén.
En teatro hizo en 1946, La canción de los barrios, junto con Virginia Luque, María Esther Gamas, Héctor Calcaño, Héctor Ferraro, Ramón Garay y Enrique Lucero.
En 1950 trabajó en una obra estrenada en el Teatro Avenida, junto con Elena Lucena, Carlos Enríquez, Héctor Quintanilla, Alejandro Maximino, Ernesto Raquén, Carmen Giménez y Esther Bence. También actuó en Mónica perdió un complejo, en el Teatro Smart, junto a Sebastián Chiola, Gloria Guzmán y Pablo Palitos .
En España trabajó en numerosas obras como: Romance de estrellas, junto con Carmen de Veracruz, María Angélica, Pepita Sevilla y Fernando Vargas.
En 1954 se dedicó al labor de director escénico de la obra Todos a la zarzuela, en la que también actuó. Un año después hizo la obra Historia de dos mujeres, Dos mujeres de historia.
En 1956 formó parte de la compañía teatral de la vedette Celia Gámez junto con Pepe Barcenas, Manolito Díaz y Olvido Rodríguez. Con este grupo estreno la obra El agujerito de fuego en el Teatro Maravillas.
Otras obras en las que trabajó fueron La mamá eterna (1947) y Arrivederci, Roma... (1959).

## Vida privada
Estuvo casado con la famosa actriz cómica Olga Donoso, quien falleció en 1952, cuando ya estaban separados.
Se casó en 1960 con su partenaire , la actriz Raquel Arnold (Luisa Carreño Duato), conocida como Vedette de la simpatía, hasta la muerte del actor Chileno.